# Femforce
Femforce è un fumetto pubblicato dalla casa editrice statunitense AC Comics che esordì nel 1985, descrivendo le avventure della "Federal Emergency Mission Force" o "Femforce", di cui alcuni personaggi erano creazioni originali della AC, mentre altri provenivano dalle creazioni degli anni quaranta e cinquanta, dopo essere divenuti di pubblico dominio. La squadra è, come ne suggerisce il nome, composta da membri solo femminili, e fu il primo e più longevo gruppo di supereroi al femminile. Gli autori del fumetto inclusero Bill Black, Stephanie Sanderson, Mark Heike, Brad Gorby, Paul Monsky, Enrico Teodorani, Francesca Paolucci, Jeff Austin e Rik Levins.

## Storia
Il gruppo era composto da Miss Victory, She Cat, Blue Bulleteer e dall'originale Rio Rita negli anni quaranta durante la seconda guerra mondiale, in cui combatterono come aiuto per le forze alleate. Rio Rita si ritirò, poi nel 1960 Blue Bulleteer fu assalita da alcuni malviventi e quasi uccisa, prima di essere tratta in salvo da Azagoth, un essere proveniente da un'altra dimensione. Quando ritornò dalla dimensione di Azagoth, portò con sé una ragazza di nome Synn. Membri successivi dagli anni ottanta furono Tara e Colt. Il gruppo si incontrò anche con la nipote di Rio Rita, che utilizzava lo stesso nome in codice di sua nonna, sebbene non fece mai ufficialmente parte del gruppo. Quando un criminale, Black Commando, costrinse Ms. Victory ad avere un'overdose di V-45, il siero da cui traeva i suoi poteri, ne alterò la mente e la trasformò in una rinnegata di nome "Rad". Da lì in poi, Miss Victory fu rimpiazzata da sua figlia Jennifer, ora adulta, che ne assunse il soprannome, diventando la nuova Miss Victory. Quando sua madre ritornò in sé e riprese la leadership del gruppo, la vita di Jennifer divenne gradualmente peggiore prima che lei stessa divenisse la seconda Rad. Negli anni novanta, si unirono due nuovi membri, Stardust e il fantasma Firebeam.

## Membri
- Miss Victory (poi Ms. Victory) - vero nome: Joan Wayne, poteri: forza super umana, volo, invulnerabilità. Si basa sull'originale Miss Victory della Golden Age.
- She Cat - vero nome: Jessica Hunt, poteri: superforza, riflessi e agilità super umani. Si basa sulla versione della Harvey Comics di Black Cat.
- Nightveil - vero nome: Laura Wright, poteri: stregoneria, volo, viaggio dimensionale. Si basa sulla Phantom Lady della Fox Feature Syndicate (da non confondere con la Phantom Lady della Quality Comics/DC Comics omonima).
- Rio Rita - vero nome: Rita Farrar. Spia spagnola, si ritira e le succede sua nipote. Non possiede alcun superpotere. Si basa sulla Señorita Rio di Fiction House.
- Synn - vero nome: Silva Synn, poteri: illusioni, volo, manipolazione della materia. Personaggio originale.
- Tara - vero nome: Tara Fremont, poteri: abilità di comunicazione con gli animali, cambio di taglia (dal 1991). Ispirata a un gran numero di personaggi di "ragazze della giungla" (jungle girls).
- Rayda - vero nome: Dyna Morisi, poteri: super poteri elettrici, riflessi super sviluppati.
- Stardust - vero nome: Dr. Mara, poteri: forza super umana, scariche energetiche. Personaggio originale. Divenne un membro ufficiale delle Femforce nel n. 20.
- Colt - vero nome: Valencia Kirk, poteri: spionaggio, armi tecnologiche. Se ne andò (temporaneamente) dopo che la Ms. Victory originale divenne Rad e lasciò la squadra; fu successivamente rimpiazzata come leader della squadra, quando la figlia di Joan Wayne, Jennifer, divenne la nuova Ms. Victory.
- Firebeam: è il fantasma di una donna uccisa in un incendio, il cui spirito può ora controllare il fuoco.

## Altri personaggi noti
- Dragonfly - vero nome: Nancy Arazello, poteri: forza super umana, telecinesi, volo. Personaggio originale.
- Garganta - vero nome: Carol Heisler, poteri: cambio di taglia, telepatia.
- Yankee Girl -vero nome: Lauren Mason, poteri: volo, forza superumana, invulnerabilità. Si basa sulla Yankee Girl della Golden Age.
- Miss Victory II - vero nome: Jennifer (Wayne) Burke, figlia della Miss Victory originale, Joan Wayne.